# Chiesa di San Pietro Apostolo (Fiano di Pescaglia)

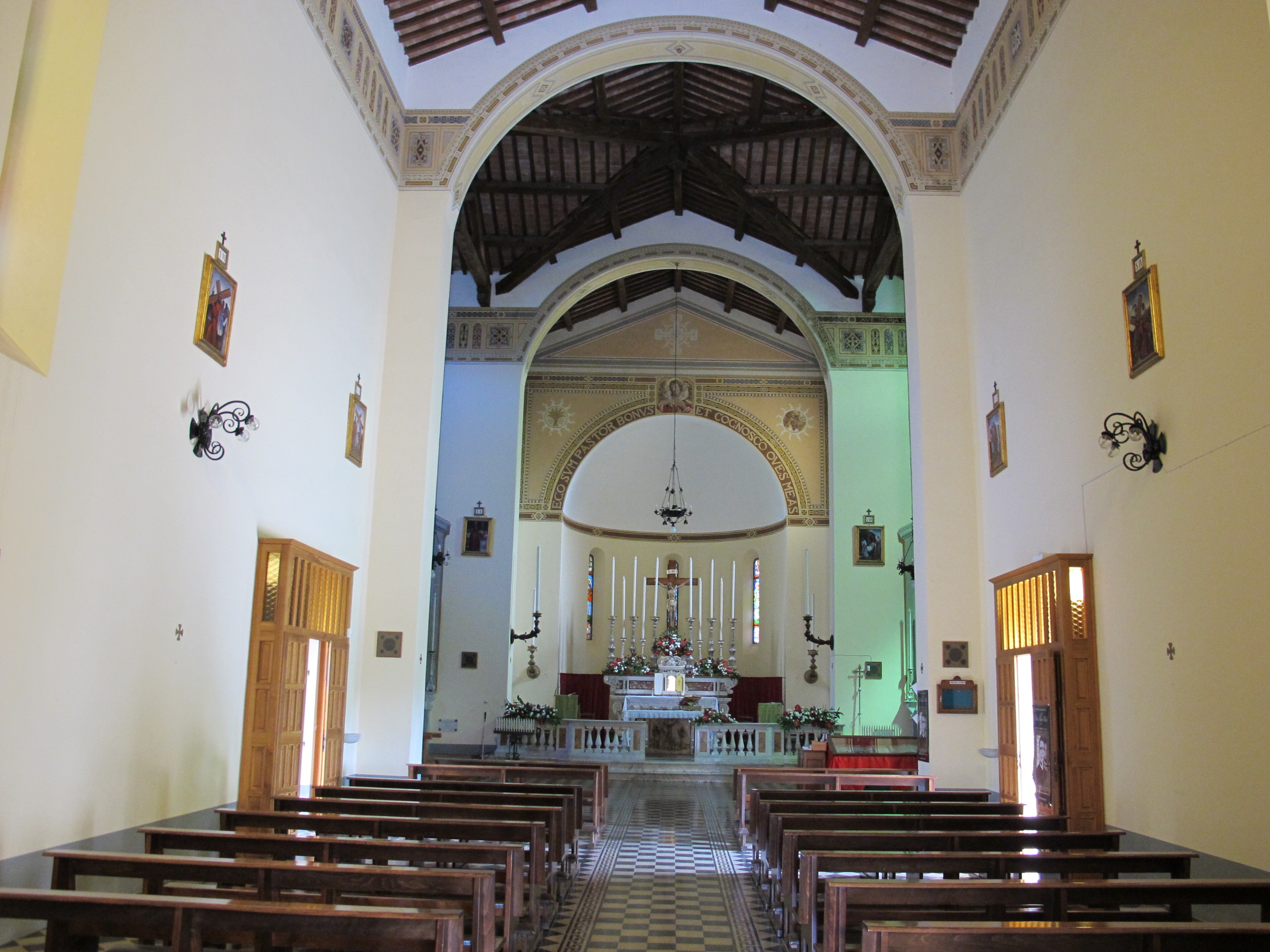
Interno

La chiesa di San Pietro Apostolo è la parrocchiale di Fiano, frazione di Pescaglia (LU).

## Storia e descrizione
Il toponimo di Fiano è ricordato già in un documento dell'847, e non si può escludere che qui fin dall'epoca romana repubblicana si fossero stanziati dei coloni. Una chiesa a Fiano esiste almeno dal 983, ed era a ridosso di un castello usato per le segnalazioni strategiche. Sulle rovine dell'antica chiesa, in posizione panoramica alla sommità del paese, venne riedificata quella attuale, tra il 1912 e il 1923, per volere dell'allora parroco don Giuseppe Quilici.
L'edificio presenta una navata unica, con transetto che dà la forma a croce latina in pianta. Il campanile è molto più antico e la sua parte inferiore è medievale, al suo interno si trovano due grosse campane (tra le più pesanti della zona), di cui la piccola fusa da Lorenzo Lera di Borgo Giannotti (LU) nel dopoguerra e la grossa opera dei Bimbi di Fontanaluccia del 1825; sono inoltre presenti due piccole campanelle. La croce lignea custodita nell'edificio risale al XV secolo.
Nella chiesa è sepolto don Aldo Mei, vittima del nazifascismo. In quella che fu la sua parrocchia sono esposte anche numerose memorie della sua virtù e del suo sacrificio, compresi gli occhiali, la maglietta e il cappello che indossava al momento della fucilazione.

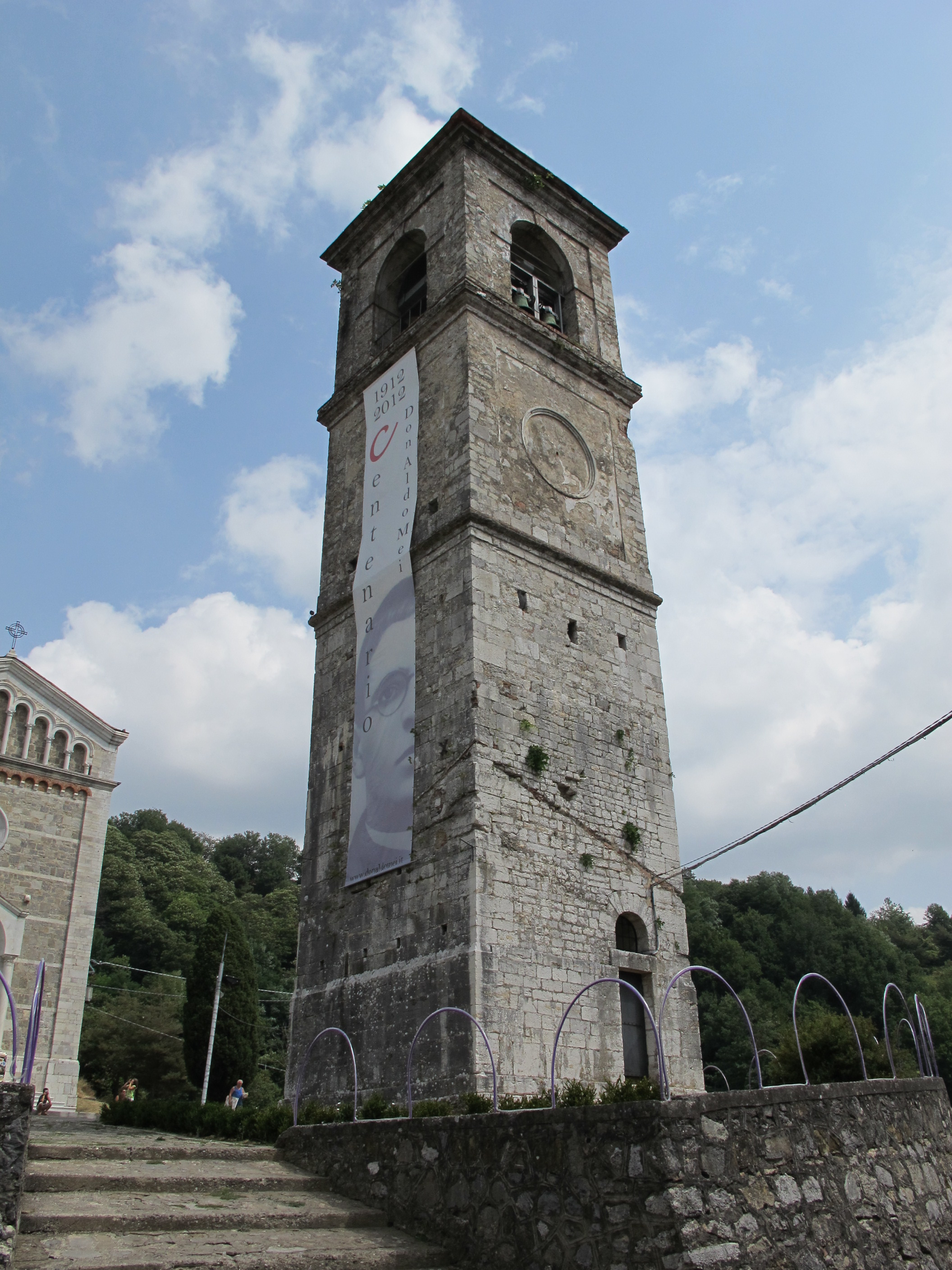
Campanile
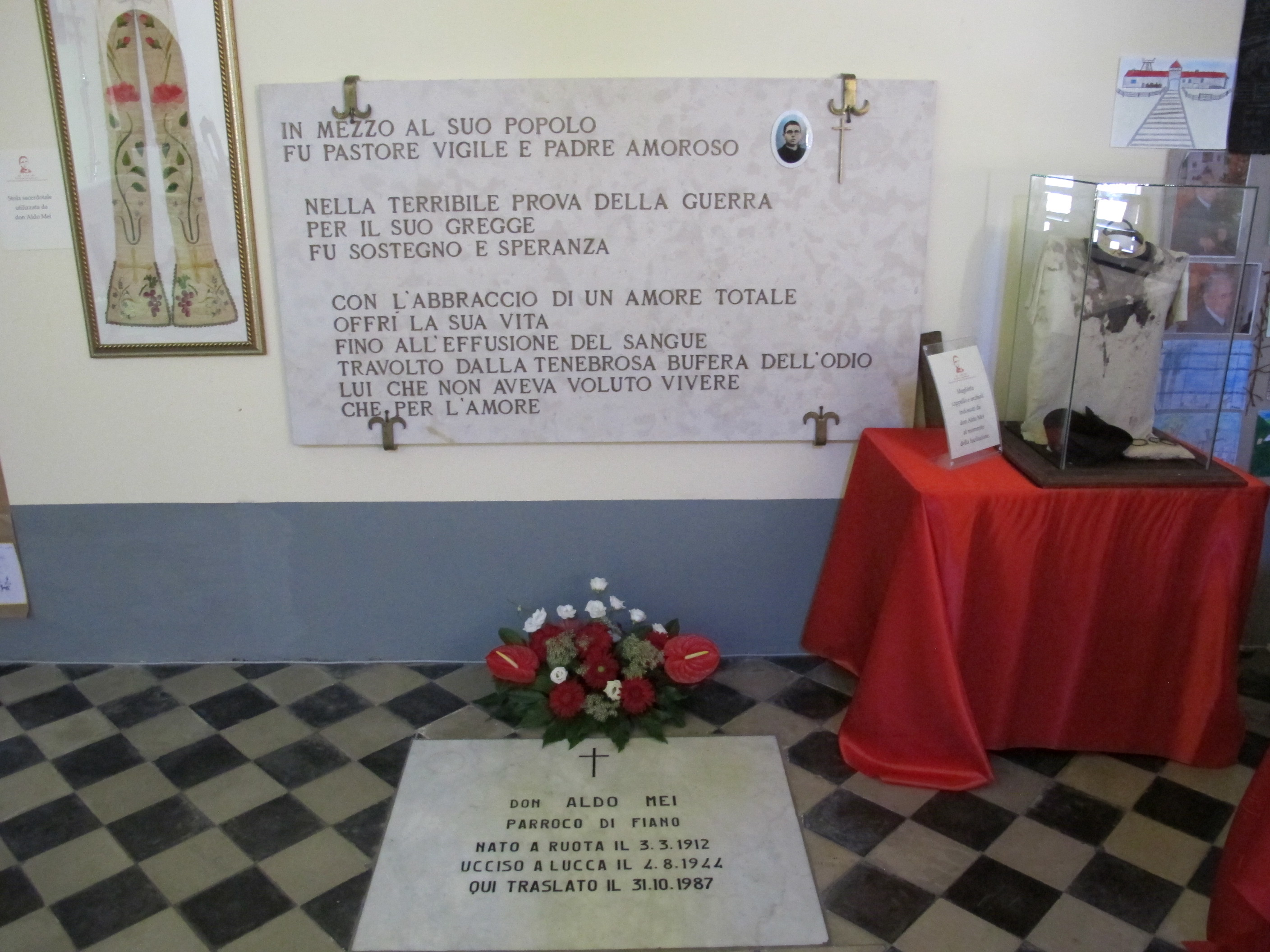
Tomba di Aldo Mei
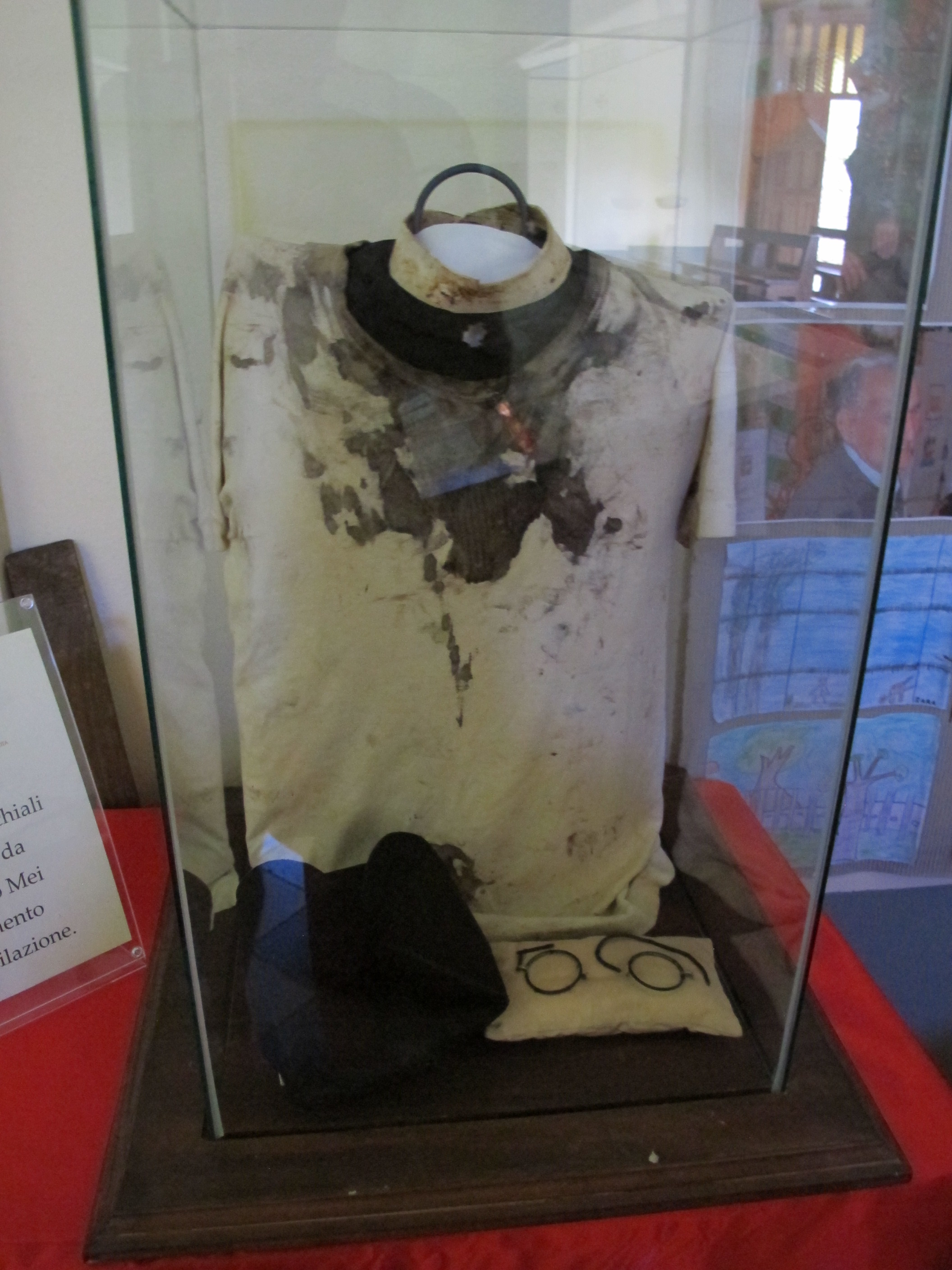
Cimeli di Aldo Mei